# Haematopus finschi
Haematopus finschi je druh ústřičníkovitého ptáka z Nového Zélandu. Hnízdí ve vnitrozemí (tím se liší od svého blízkého příbuzného ústřičníka proměnlivého, který hnízdní na plážích) na Jižním ostrově, na zimu se stahuje do zimovišť na plážích, wattech a zátokách po Jižním, Severním i Stewartově ostrově.  

## Systematika
Haematopus finschi byl pozorován patrně již v roce 1773 během Cookovy druhé plavby. Vědecký popis druhu však pochází až z roku 1897 z pera ornitologa Gustava Martense. Systematika novozélandských ústřičníků byla dlouhou dobu předmětem kontroverzních vědeckých debat. Napomáhal tomu i výskyt tří morf ústřičníka proměnlivého. Samotný Haematopus finschi byl dlouhou dobu považován za poddruh ústřičníka velkého (Haematopus ostralegus), a nesl tedy název Haematopus ostralegus finschi. Druhové jméno finschi odkazuje k německému etnografovi Ottovi Finschovi. Podle genetické studie z roku 2010 je Haematopus finschi samostatný druh, nicméně genetický rozdíl mezi Haematopus finschi a černou morfou ústřičníka proměnlivého je jen minimální. Autoři studie odhadují, že k vydělení Haematopus finschi do samostatné linie došlo teprve před 15-30 tisíci lety v době formování širokých canterburských divočících vodních toků, v jejíchž štěrkových nánosech jedinci druhu Haematopus finschi s oblibou hnízdí.
V domorodé maorštině se druh nazývá tōrea, což je jméno, kterým se označuje i ústřičník proměnlivý. V literatuře se často označuje zkratkou SIPO, což jsou iniciály jeho anglického jména South Island pied oystercatcher.

## Popis

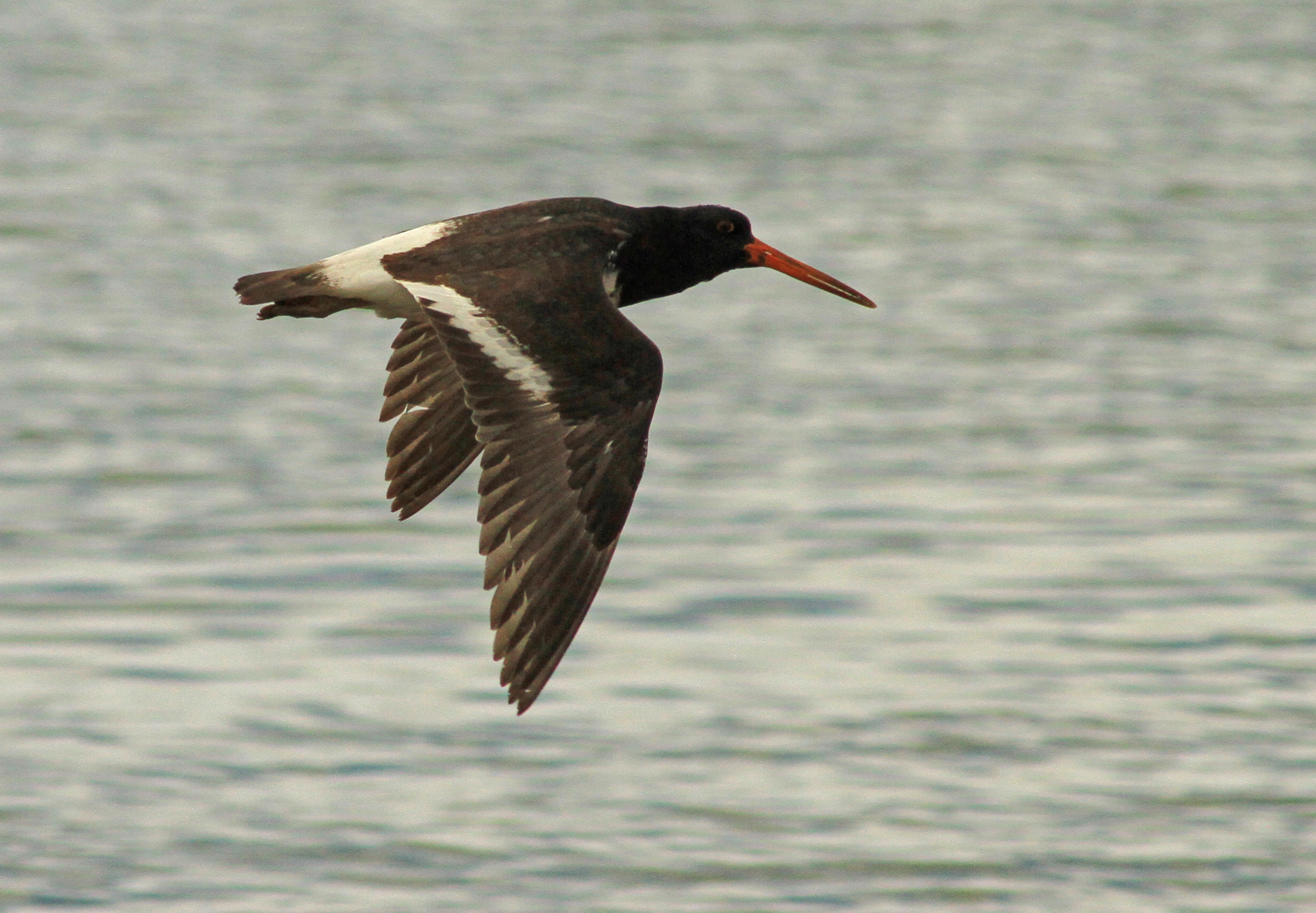
Letící H. finschi s patrnou bílou linkou při spodním okraji roztažených křídel

Tělo statného tvaru je obaleno výrazným černobílým peřím, dlouhým rudým zobákem a růžovýma nohama. Hlava, krk a svrchní partie včetně svrchní strany peří a ocasu jsou převážně černé, zatímco spodina je bílá. Náhlý přechod na hrudi mezi bílou spodinou a černým krkem je velmi výrazný. Při roztažených křídlech je patrný bílý kostřec, bílá spodní část hřbetu i bílá linka při spodní hraně svrchní strany ramenních letek. Kolem oka se nachází oranžový oční kroužek. Samice a samec si jsou velmi podobní. Nedospělé jedince lze rozpoznat podle nahnědlého tónu opeření a snížené sytosti barev jejich růžových noh a červeného zobáku.

## Rozšíření a stanoviště
Jedná se o nejpočetnějšího novozélandského ústřičníka. Je široce rozšířen po písčitých, štěrkových a bahnitých plážích a wattech po většině novozélandských zálivů a zátok. Ústřičníci se rozmnožují v drtivé většině případů na Jižním ostrově ve vnitrozemských štěrkových oblastech divočících vodních toků a na zemědělské půdě. Mohou zahnízdit i na kopcovité travnaté půdě nebo výjimečně i přímo v pobřežních oblastech jako jsou laguny a zátoky. Po skončení období hnízdění migrují do pobřežních oblastí Severního, Jižního a Stewartova ostrova, kde tráví zbytek roku. Zbloudilí jedinci byli pozorováni na Nové Kaledonii, Vanuatu, ostrově Lorda Howa, Norfolku, Kermadekových ostrovech, Snárských ostrovech, Aucklandových ostrovech, Campbepllových ostrovech a v Austrálii.

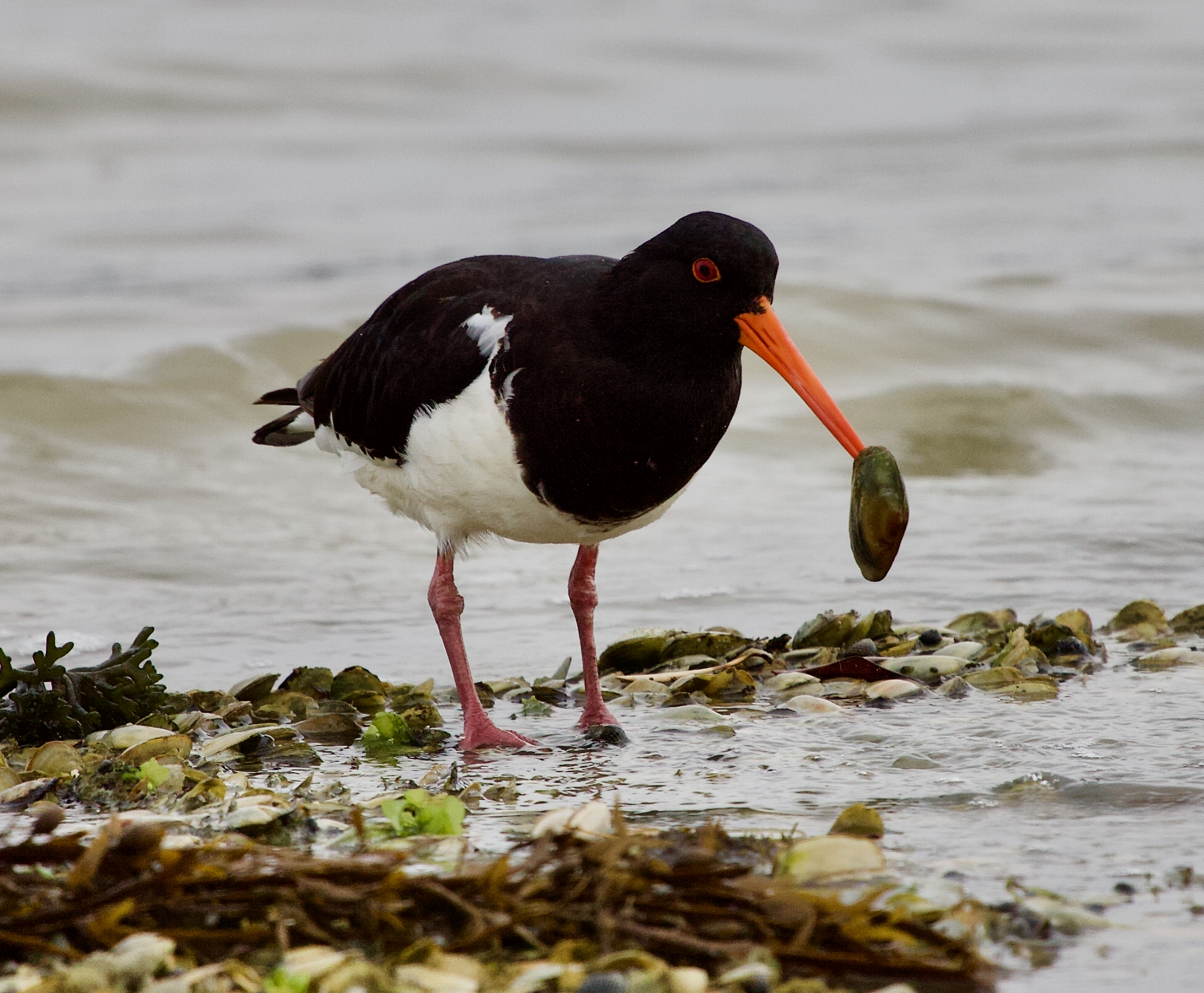
H. finschi s uloveným mlžem

Celkový počet jedinců se v roce 2010 odhadoval na cca 90 000.

## Biologie
Živí se měkkýši (zejména mlži) a červy. Na zimovištích při oceánském pobřeží požírají hlavně korýše, žahavce a ryby. Na zemědělské půdě sbírají žížaly a larvy brouků. Při obraně teritorií vydávají výrazné pípavé zvuky. V letu se ozývají hlasitým, ostrým a pronikavým klíp. Mohou predovat na vejcích jiných ptáků jako je např. rybák novozélandský, se kterým sdílí hnízdní habitat.

### Hnízdění
K hnízdění dochází někdy od počátku června, kdy tito ústřičníci začnou migrovat ze svých zimovišť po celém Novém Zélandu zpět do štěrkových divočících vodních toků Jižního ostrova. Nejvíce ptáků se navrací koncem července / začátkem srpna. Nedospělí jedinci (cca 20 % populace) na léto nemigrují a zůstávají na svých zimovištích. Ústřičníci typicky zaberou teritorium z loňského roku. Během hnízdění se dospělci chovají silně teritoriálně. Hnízdo představuje mělký důlek přímo v zemi, často na mírně vyvýšené plošince jako je např. kopeček z písku, nebo v blízkosti balvanu či naplaveného dříví.

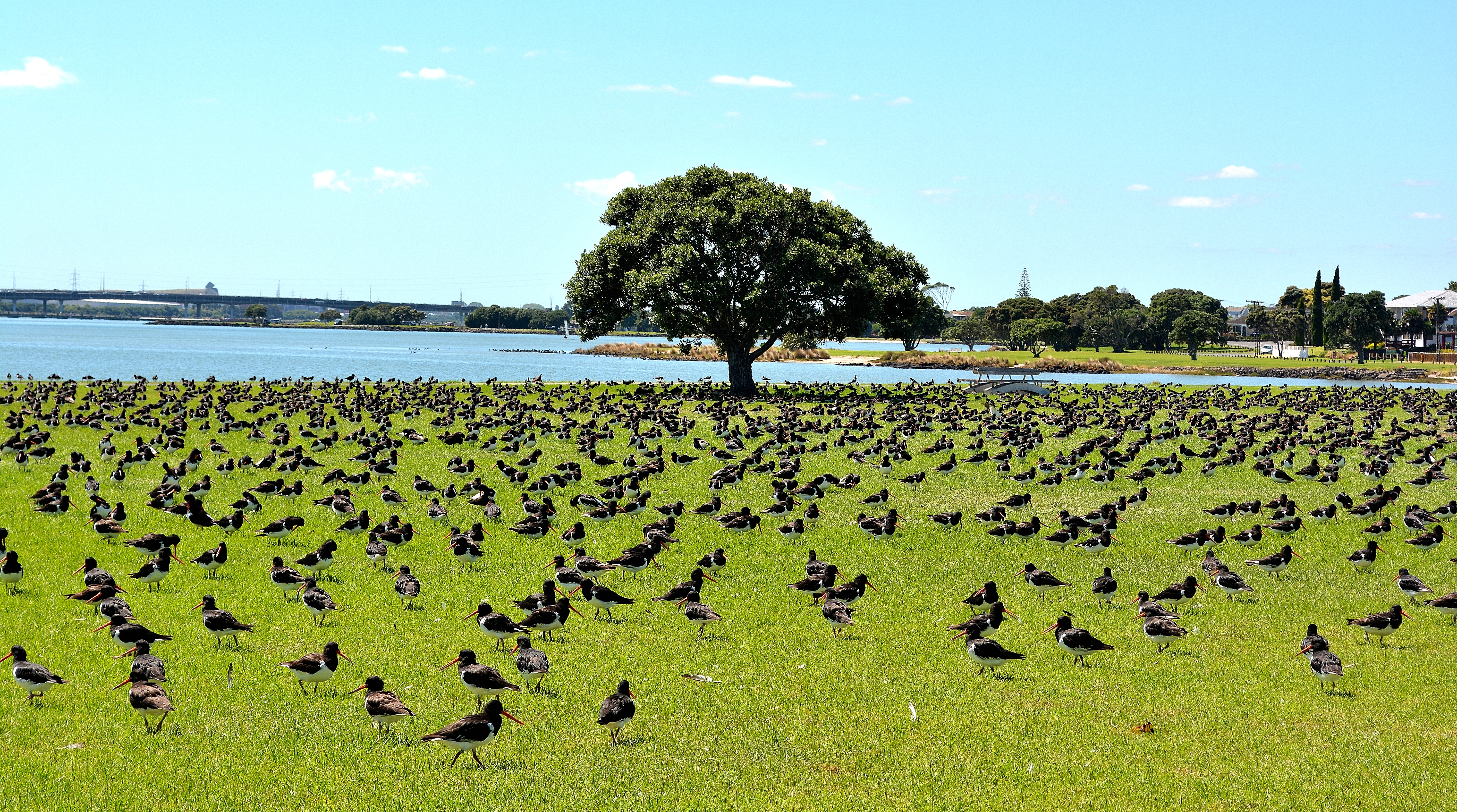
Hejno H. finschi v Aucklandu

Vejce jsou kladena od srpna do prosince. Obecně se dá říci, že v nižších nadmořských výškách dochází ke kladení vajec dříve než ve vyšších polohách. Samice klade ve dvoudenním intervalu 1–3, nejčastěji 2 vejce nenápadného, šedohnědého zabarvení s tmavě hnědými flíčky. Vejce váží 44 g, jeho rozměry jsou 56×39 mm. Inkubují samec i samice po dobu kolem 4 týdnů. Prekociální mláďata opouští hnízdo již do dvou dnů od narození, avšak zůstávají na teritoriu rodičů až do prvního letu ve věku kolem 5 týdnů. Do svých natálních teritorií se navrací ve věku 3–4 let, nicméně k prvnímu zahnízdění u nich dochází až ve věku 4–5 let. Mohou se dožít nejméně 29 let.

## Ohrožení
Zhruba do 40. let 20. století byli tito ústřičníci hojně loveni, což se negativně podepsalo na stavu jejich populace. Po zákazu lovu se jejich stavy rychle zotavily. Druh je ohrožen hlavně introdukovanými predátory, kteří byli na Nový Zéland zavlečeni. Ohrožení představuje i pokračující výstavba, která každoročně ukrajuje z habitatu tohoto druhu. Životní prostor mu ubývá i následkem rozpínání invazivních druhů rostlin. Větrné elektrárny stojící v cestě tahových cest mohou navýšit mortalitu během migrace. Znečištění moří, zejména v oblasti přístavů, je další hrozbou druhu; u některých populací již byla zaznamenána zvýšená přítomnost olova v těle. Předpokládá se, že globální oteplování bude mít negativní vliv na potravní nabídku i habitat. I přes všechny tyto hrozby je druh hodnocen jako málo dotčený, protože žádná z těchto hrozeb nepředstavuje akutní hrozbu po celkovou populaci.